# Reitdiep (buurt)
Reitdiep is een woonwijk in het uiterste noordwesten van de Nederlandse stad Groningen. Het is tevens een buurt binnen de wijk Nieuw-West van de gemeente Groningen.
Reitdiep ligt langs het gelijknamige diep. De wijk ligt tegen de zuidkant van het dorp Dorkwerd aan. Reitdiep bestaat uit een aantal deelplannen: Eilandzone, Reitdiephaven en Heemwerd. Eilandzone is de strook langs het diep Reitdiep. Reitdiephaven is gevormd rond de gelijknamige kunstmatige haven. Heemwerd is aangelegd in het weiland richting Dorkwerd. De wijk Reitdiep wordt ontsloten door de Professor Uilkensweg. Deze weg loopt vanaf de Friesestraatweg bij De Held over de Zernikebrug naar het Zernikecomplex.
In maart 2017 is transferium P+R Reitdiep bij de Friesestraatweg geopend.

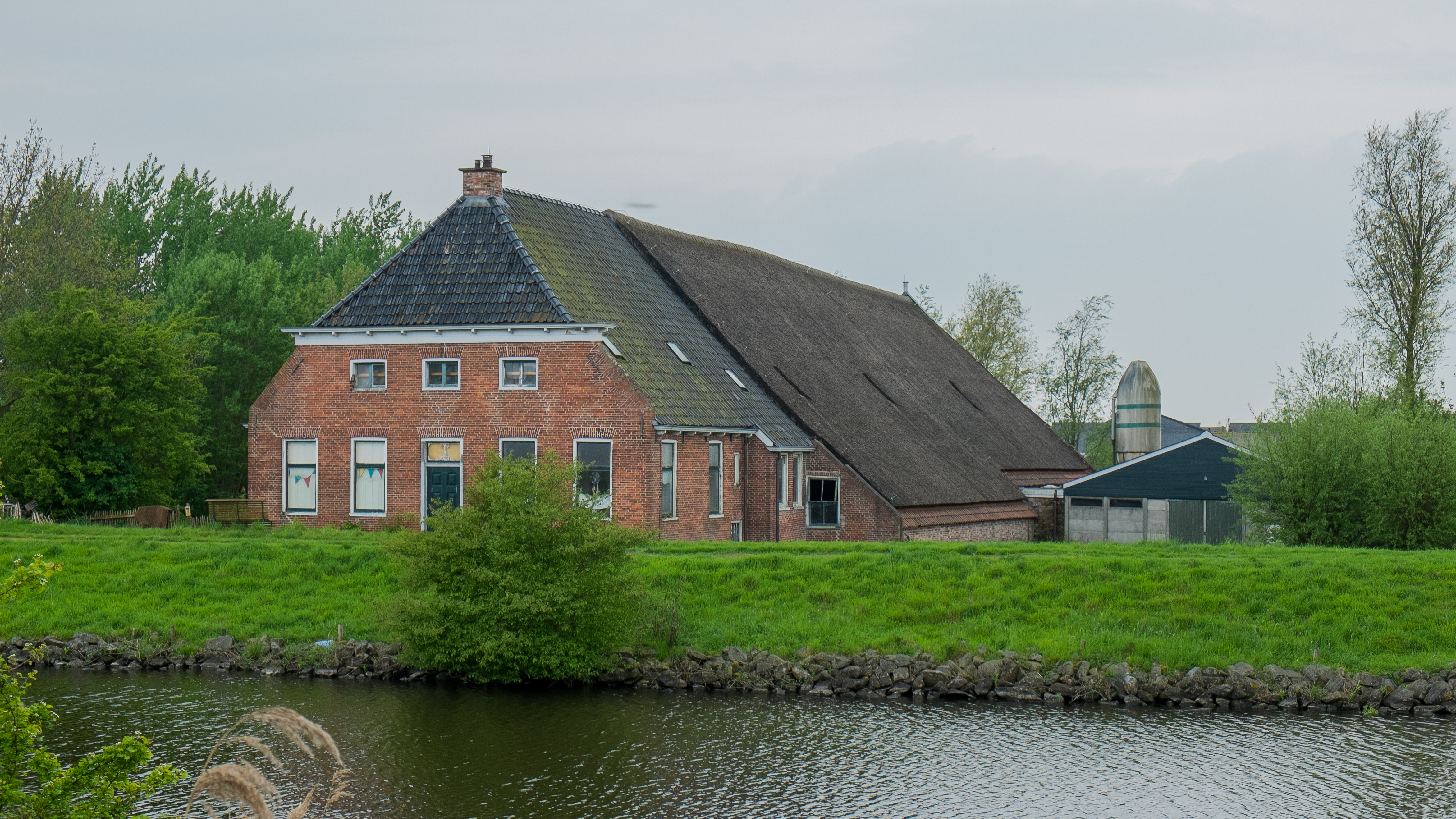
Hogeweg 13

Bijna verstopt langs het Reitdiep staat nog een boerderij. Hoewel er tussen de boerderij en de Hogeweg inmiddels huizen staan die als adres Oude Riet hebben, heeft het gebouw Hogeweg 13 als adres. Het forse bouwwerk wordt beschermd als gemeentelijk monument.